# Pulso de Corrigan
En medicina, se usa el término pulso de Corrigan o pulso del martillo en agua, como un tipo de pulso de las arterias caracterizado por una gran expansión plena en cada pulsación de la arteria examinada, seguido de un notorio y repentino colapso de la arteria. Es un pulso que se siente en estados emocionales de excitación y en anomalías del corazón, como ciertas valvulopatías como la insuficiencia aórtica. El levantamiento al sentir el pulso ocurre durante la sístole ventricular y el colapso brusco durante la diástole o fase de relajación del ciclo cardíaco. Se siente con mayor facilidad en las carótidas y en la arteria radial y cuando el sujeto sostiene su antebrazo por encima del nivel de su corazón. La impresión al sentir el pulso de Corrigan es que la arteria, en especial las de gran volumen, como la carótida, da la impresión de que entre latidos, la arteria se colapsara completamente.
El nombre fue dado en honor al médico irlandés Dominic John Corrigan (1802-80) quien lo describió asociado a la regurgitación aórtica, mientras que la descripción de las características del pulso fue hecha por primera vez por Thomas Hodgkin (1798-1866).